# Jenő Bory

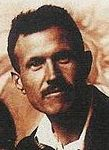
Suo ritratto da una foto di famiglia

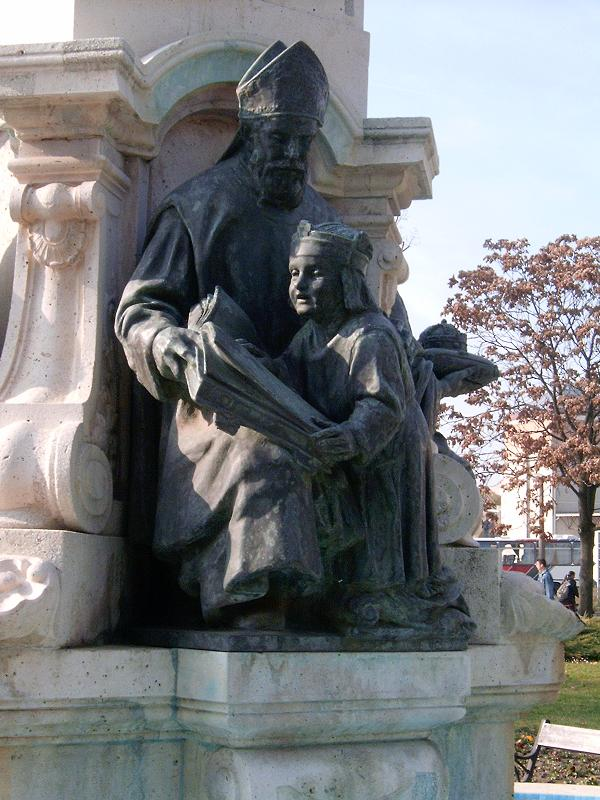
Colonna memoriale di Gerardo di Csanád con suo alunno Emerico d'Ungheria (santo) a Székesfehérvár

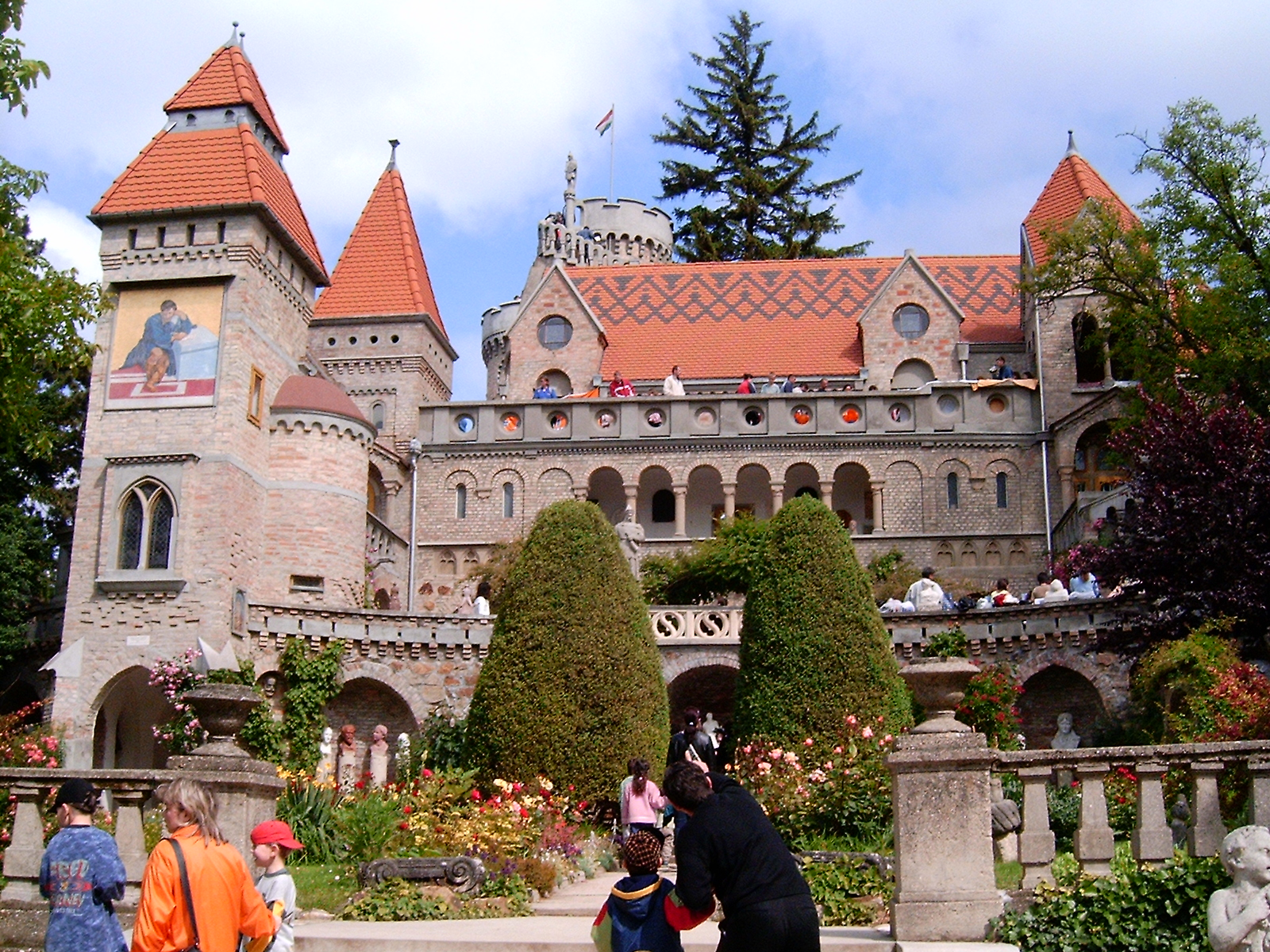
Castello Bory a Székesfehérvár

Jenő Bory (Székesfehérvár, 9 novembre 1879 – Székesfehérvár, 20 dicembre 1959) è stato uno scultore e architetto ungherese.

## Biografia
Nacque in una grande famiglia, Bory acquisì nel 1903 il titolo di ingegnere civile all'Università di Tecnologia e di Economia di Budapest. Inoltre, ha conseguito un diploma in scultura architettonica sotto Alajos Strobl, come pittore è stato allievo di Bertalan Székely. Bory intraprese un viaggio di studio di due anni attraverso la Germania e l'Italia. Nella prima guerra mondiale fu impiegato come corrispondente di guerra artistica. Dal 1911 al 1946 ha insegnato all'Accademia di belle arti e all'Università di Tecnologia di Budapest, da ultimo come Rettore dell'Accademia. Insieme a sua moglie, la pittrice Ilona Komocsin (1885–1974) progettò alla sua città natale in 41 anni di lavoro un grande edificio in stile castello dello storicismo romantico, conosciuto come Bory-vár (Castello Bory) e che ora funge da attrazione turistica con innumerevoli buste-ritratti dal maestro.